# Rudolf Kittel
Rudolf Kittel (Eningen, 23 de março de 1853 — Leipzig, 20 de outubro de 1929) foi um professor alemão do Velho Testamento em Breslau e Leipzig. Kittel estudou na Universidade de Tubinga. Através das suas habilidades de tradutor e editor ele trouxe, em três edições, a edição crítica da Bíblia Hebraica, que até hoje é amplamente usada por todos os eruditos modernos.

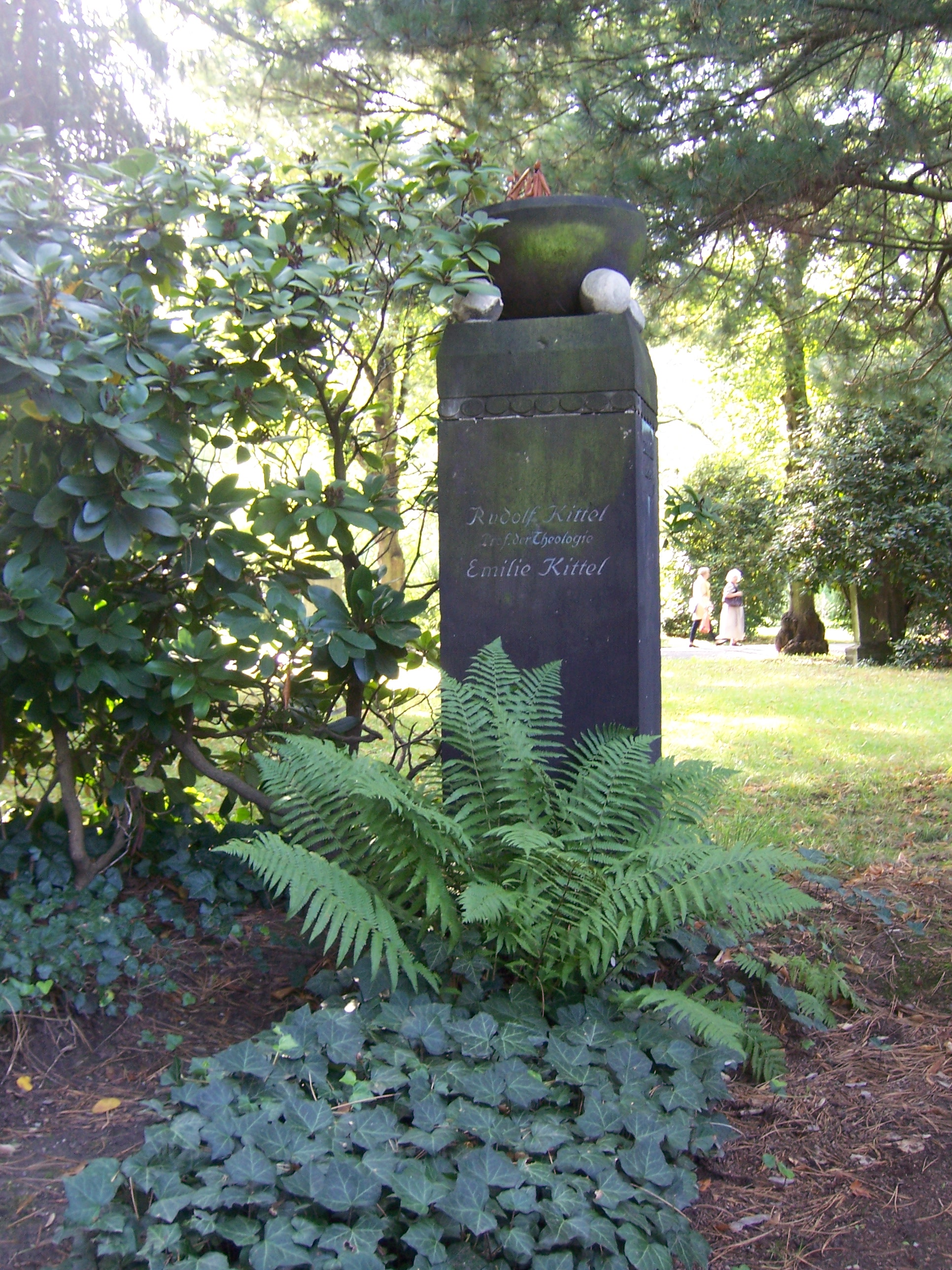
Sepultura de Kittel no Südfriedhof (Leipzig)

## Trabalhos literários
- Geschichte der Hebräer, 2 volumes, 1888-1892.
- Bíblia Hebraica (BHK), 1909. (Bíblia Hebraica)
- Die Alttestamentliche Wissenschaft in ihren wichtigsten Ergebnissen mit Berücksichtigung des Religionsunterrichts, 1910.
- Die Alttestamentliche Wissenschaft in ihren wichtigsten Ergebnissen dargestellt, 1917.
- Die Religion des Volkes Israel, 1921.
- Geschichte des Volkes Israel, 1923.
- Gestalten und Gedanken in Israel, 1925.